# Maleita (romance de Lúcio Cardoso)
Maleita é o primeiro livro publicado por Lúcio Cardoso, em 1934. Este inspira-se na história do próprio pai do autor, desbravador dos sertões e fundador da cidade de Pirapora, onde se passa a ação do romance.